# Edema di Reinke
L'edema di Reinke è una laringite cronica caratterizzata da ipertrofia ed edema del chorion a livello glottico.
È una flogosi della sottomucosa, evoluzione avanzata di un polipo laringeo. Interessa tutte le corde vocali e quindi lo spazio di Reinke in modo bilaterale; ha un aspetto rosato, gelatinoso. La diagnosi differenziale con un polipo laringeo è che quest'ultimo è monolaterale. L'edema di Reinke è causato da uno stimolo irritativo cronico che è il fumo. Prende il nome dall'anatomista tedesco Friedrich Berthold Reinke.

## Presentazione
L'edema di Reinke comporta il rigonfiamento delle corde vocali dando a loro un aspetto irregolare. Esse appaiono pallide e traslucide. Gli individui con edema di Reinke in genere hanno una voce roca bassa, poiché le corde vocali sono ispessite.

## Cause
Le cause comuni di edema di Reinke includono il tabagismo, il reflusso gastroesofageo, cambiamenti ormonali come l'ipotiroidismo e l'utilizzo cronico ed eccessivo della voce.

## Istologia
Una biopsia delle corde vocali può essere utilizzata per aiutare, in alcuni casi, nella diagnosi. L'esame istologico mostra edema nello spazio del Reinke.

## Trattamento
Il primo ciclo di trattamento consiste nella rimozione della fonte dell'irritamento (ad esempio smettere di fumare, riposo vocale, ecc). Questo può essere efficace se eseguito subito dopo lo sviluppo dell'edema. La chirurgia è anche un'opzione e può portare a un certo ripristino della voce, ma è inefficace nel ripristino completo al suo stato originale. La decorticazione delle corde vocali, ossia la rimozione di una striscia di epitelio, viene fatto prima da un lato e 3-4 settimane dopo sull'altro lato. La logopedia è utile per la produzione di voce corretta.